# Kościół św. Klary w Norymberdze
Kościół św. Klary – gotycki kościół katolicki, znajdujący się w Norymberdze.

## Źródła
- Frank Matthias Kammel: Verborgene Schönheit. Spätgotische Schätze aus der Klarakirche in Nürnberg. Katalog zur Ausstellung im Germanischen Nationalmuseum. Germanisches Nationalmuseum, Nürnberg 2007, ISBN 978-3-936688-26-9.
- Andreas Puchta, Nadja Bennewitz, Karl Kern SJ: Nürnberg St. Klara, Filialkirche der Frauenkirche. Schnell & Steiner Kunstführer Nr. 1518. 4. Auflage. Schnell & Steiner, Regensburg 2000, ISBN 3-7954-5224-4.